# 양치기 (영화)
양치기는 2024년 6월 12일에 개봉된 대한민국의 영화이다.

## 줄거리
“선생님, 저 배고파요.” 어느 날, 담임 교사 수현(손수현 분)을 따라 집까지 찾아간 요한(오한결 분). 수현은 가정의 보살핌을 못 받고 있는 듯한 요한에게 밥을 먹여 돌려 보낸다. 하지만 그 날의 일로 모든 것이 꼬이기 시작하는데... 한 번의 거짓말로 인해 상처가 덧나는 수현, 상처가 아물어가는 요한. 이 상황을 벗어나기 위해선 서로가 필요하다.

### 주연
- 손수현 : 수현 역
- 오한결 : 요한 역

### 조연
- 금해나 : 지숙 역
- 김윤배 : 종호 역
- 조경창 : 영우 역
- 남미정 : 춘자 역
- 김학선 : 명준 역
- 손에원 : 지혜 역
- 장우연 : 정주 역
- 정세비 : 인영 역
- 김금순 : 은숙 역
- 송정빈 : 진수 역
- 박시후 : 민호 역
- 안채흠 : 은지 역
- 김종인 : 동준 역
- 이지민 : 성욱 역

### 단역
- 변정하 : 보육원 봉사자 1 역
- 강주혁 : 보육원 봉사자 2 / 축구 중계 목소리 역
- 표예리 : 보육원 봉사자 3 역
- 오유민 : 보육원 보조교사 역
- 박현준 : 순경 역
- 배진만 : 영우 父 역
- 강경숙 : 영우 母 역
- 김지희 : 영우 누나 역
- 이동욱 : 영우 매형 역
- 진경호 : 종호 父 역
- 김윤영 : 종호 母 역
- 권해원 : 동료교사 1 역
- 이주원 : 동료교사 2 역
- 유병영 : 동료교사 3 역
- 박소연 : 동료교사 4 역
- 박광서 : 형사 1 역
- 윤경진 : 은행원 역
- 김의환 : 축구 중계 목소리 역

### 보조 출연자
- 이지수 : 보육원 아이들 1 역
- 이성환 : 보육원 아이들 2 역
- 도예찬 : 보육원 아이들 3 역
- 박누리 : 보육원 아이들 4 역
- 박경서 : 보육원 아이들 5 역
- 박시은 : 보육원 아이들 6 역
- 양시명 : 보육원 아이들 7 역
- 양시훈 : 보육원 아이들 8 역
- 이예지 : 보육원 아이들 9 역
- 이재빈 : 보육원 아이들 10 역
- 이하연 : 보육원 아이들 11 역
- 장우영 : 보육원 아이들 12 역
- 정지혜 : 보육원 봉사자 1 역
- 정진혁 : 보육원 봉사자 2 역
- 김리원 : 5학년 4반 아이들 1 역
- 이하윤 : 5학년 4반 아이들 2 역
- 노지훈 : 5학년 4반 아이들 3 역
- 김서경 : 5학년 4반 아이들 4 역
- 안현준 : 5학년 4반 아이들 5 역
- 김규담 : 5학년 4반 아이들 6 역
- 김도경 : 5학년 4반 아이들 7 역
- 김세인 : 5학년 4반 아이들 8 역
- 류혜나 : 5학년 4반 아이들 9 역
- 박시연 : 5학년 4반 아이들 10 역
- 박준휘 : 5학년 4반 아이들 11 역
- 사현준 : 5학년 4반 아이들 12 역
- 안나경 : 5학년 4반 아이들 13 역
- 윤세온 : 5학년 4반 아이들 14 역
- 윤하은 : 5학년 4반 아이들 15 역
- 강민서 : 5학년 4반 아이들 16 역
- 김지원 : 학교 아이들 1 역
- 이주원 : 학교 아이들 2 역
- 이준호 : 학교 아이들 3 역
- 이정우 : 학교 아이들 4 역
- 이진우 : 학교 아이들 5 역
- 정다인 : 학교 아이들 6 역
- 서민지 : 학교 아이들 7 역
- 박은혜 : 학교 아이들 8 역
- 유정미 ; 학교 아이들 9 역
- 박유진 : 학교 아이들 10 역
- 박시은 : 학교 아이들 11 역
- 안재윤 : 학교 아이들 12 역
- 양유진 : 학교 교사들 1 역
- 강지승 : 학교 교사들 2 역
- 정성민 : 학교 교사들 3 역
- 이지윤 : 학원 아이들 1 역
- 이라윤 : 학원 아이들 2 역
- 정해인 : 학원 아이들 3 역
- 김하음 : 학원 아이들 4 역
- 장나은 : 학원 아이들 5 역
- 한정원 : 학원 아이들 6 역
- 이하영 : 학원 아이들 7 역
- 김가영 : 학원 아이들 8 역
- 김란 : 행인 1 역
- 김형우 : 행인 2 역
- 박아정 : 행인 3 역
- 서민선 : 행인 4 역
- 오동윤 : 행인 5 역
- 정자현 : 행인 6 역
- 김지아 : 행인 7 역
- 김혜경 : 행인 8 역
- 정우철 : 행인 9 역
- 정영진 : 행인 10 역
- 백호종 : 행인 11 역
- 오윤솔 : 행인 12 역
- 박민지 : 은행원 1 역
- 한진우 : 은행원 2 역
- 강효민 : 은행원 3 역
- 이나리 : 은행 고객 1 역
- 김두나 : 은행 고객 2 역
- 고두옥 : 은행 고객 3 역
- 김수진 : 은행 고객 4 역
- 이민숙 : 은행 고객 5 역
- 김민석 : 은행 고객 6 역
- 노태현 : 은행 고객 7 역
- 이명석 : 은행 고객 8 역
- 이태희 : 은행 고객 9 역
- 김혁호 : 은행 고객 10 역
- 최수연 : 경찰서 인원 1 역
- 전소영 : 경찰서 인원 2 역
- 황수현 : 경찰서 인원 3 역
- 임형준 : 경찰서 인원 4 역
- 김옥현 : 경찰서 인원 5 역
- 이건윤 : 경찰서 인원 6 역
- 박종찬 : 경찰서 인원 7 역
- 차순규 : 경찰서 인원 8 역
- 김효신 : 경찰서 인원 9 역
- 김학동 : 경찰서 인원 10 역
- 문용호 : 장례식장 조문객 1 / 버스 승객 1 역
- 박동명 : 장례식장 조문객 2 / 버스 승객 2 역
- 성승섭 : 장례식장 조문객 3 / 버스 승객 3 역
- 임효진 : 장례식장 조문객 4 / 버스 승객 4 역
- 김민주 : 장례식잗 조문객 5 / 버스 승객 5 역
- 전석미 : 장례식장 조문객 6 / 버스 승객 6 역
- 김수정 : 장례식장 조문객 7 / 버스 승객 7 역
- 김경희 : 장례식장 조문객 8 / 버스 승객 8 역
- 하정필 : 장례식장 조문객 9 / 버스 승객 9 역
- 이정훈 : 장례식잗 조문객 10 / 버스 승객 10 역
- 신성민 : 장례식장 조문객 11 / 버스 승객 11 역
- 정진혁 : 장례식장 조문객 12 / 버스 승객 12 역